# Rush of Life: Pickin' On
Albums de Gavin DeGraw
Chariot Stripped
(2004) Gavin DeGraw
(2008)
Rush Of Life: Pickin' On est le quatrième album de Gavin DeGraw, sorti le 30 janvier 2007.

## Liste des titres
1. Follow Through - 3:41
2. Chariot - 2:42
3. Just Friends - 3:06
4. Nice to Meet You (Anyway) - 2:43
5. Chemical Party - 2:22
6. Belief -3:14
7. Crush - 2:11
8. I Don't Want to Be - 2:58
9. Meaning - 3:12
10. More Than Anyone - 2:51
11. Over-Rated - 3:52